# 朝阳专区
朝阳专区，中华人民共和国辽宁省已撤销的专区，在今辽宁省西部。
1964年置，专员公署驻朝阳镇（今朝阳市）。辖原朝阳市所属朝阳、建平、凌源、建昌、北票5县、喀喇沁左翼蒙古族自治县、北票矿区和朝阳镇（由朝阳县析置）。
1969年，撤销北票矿区，并入北票县；撤销朝阳镇，并入朝阳县。
1970年，撤销朝阳专区，改置朝阳地区。